# 제188기갑여단

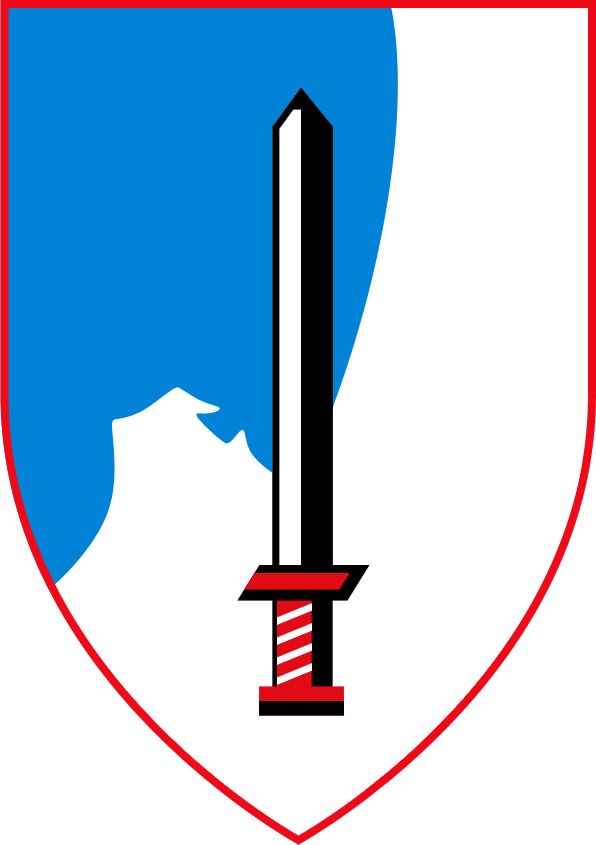

제188기갑여단(188th Armored Brigade) 또는 바라크 기갑여단은 이스라엘 북부군에 예속된 이스라엘 기갑 여단이다. 바라크 기갑여단의 문장은 하이파 해안선을 묘사한 파란색과 흰색 배경에 칼을 들고 있는 빨간색 테두리의 마름모이다. 여단은 이스라엘 건국 이전부터 시작된 오랜 역사를 가지고 있다.
1990년에 여단은 구형 센추리온 (전차) 전차를 단계적으로 폐지하고 메르카바 마크-III 주력 전차를 최초로 채택했다. 여단은 현재 마크-III 전차를 단계적으로 폐지하고 2020년 7월 말까지 마크-IV만 사용할 예정이다.